# WestBam
WestBam, vlastním jménem Maximilian Lenz, (* 4. března 1965 Münster) je německý diskžokej. Začínal koncem sedmdesátých let jako punkový hudebník, hrál na baskytaru, bicí a syntezátory. Počínaje rokem 1979 působil v kapele Anormal Null a následně až do roku 1983 v Kriegsschauplatz. Svou kariéru diskžokeje zahájil právě v roce 1983. Na svém albu Götterstraße z roku 2013 spolupracoval s řadou dalších hudebníků, mezi něž patří například Iggy Pop, Lil Wayne a Kanye West. Jeho bratrem je diskžokej Fabian Lenz.